# Franklin (Arkansas)
Franklin – miejscowość w USA, w północno-wschodniej części stanu Arkansas, w hrabstwie Izard. Według danych z 2000 roku miejscowość miała 184 mieszkańców.